# Diana King
Diana King (Spanish Town, 8 novembre 1970) è una cantante giamaicana.

## Carriera
Nata da madre indo-giamaicana e padre giamaicano, Diana King, dopo aver partecipato alla canzone di Notorious B.I.G. Respect, nel 1994 ottiene un contratto con la casa discografica Sony Music. Il suo secondo singolo Shy Guy, dall'album Tougher Than Love, e inserito nella colonna sonora del film Bad Boys, ottiene un enorme successo in Europa e Stati Uniti, dove raggiunge i vertici delle classifiche.
Nel 1997 il suo secondo album Think Like a Girl debutta nella classifica Billboard's Top Reggae Albums direttamente al primo posto e la sua cover di I Say a Little Prayer, originariamente di Aretha Franklin, viene inserita nel commento musicale del film Il matrimonio del mio migliore amico.
Nel 1998 duetta con Céline Dion in Treat Her Like a Lady agli Essence Awards, ricevendo una standing ovation. Lo stesso anno appare in Soul Train, lo show di RuPaul.
Nel 1999 è in tour in India. In quell'occasione, Diana King dichiarò: «Non avrei mai pensato di tornare in India così presto. L'India è un posto molto speciale per me. È come stare a casa, dalla gente al cibo. Mi sento a casa qui.»
Nel 2000, King entra a far parte della scuderia Maverick Records di Madonna, con cui incide il suo terzo album Respect, che ottiene consensi in tutto il mondo, ma non viene pubblicato negli Stati Uniti fino all'estate del 2006, quando diventa disponibile sul sito Amazon.
Nel 2007, King ha registrato la canzone The Light Within con il cantante reggae tedesco Gentleman, per il suo album Another Intensity.
Nel luglio del 2012, tramite la sua pagina Facebook, dichiara la propria omosessualità. Nella nota la cantante scrive: «Mi chiamo Diana Eugena King, meglio nota come Diana King. I miei fan mi chiamano KingSinga. Sono donna… madre… zia… giamaicana… americana… artista internazionale… cantante… compositrice… leader di una band… amica… amante… impresaria… dea! E sì! Sono lesbica.»

## Discografia

### Album in studio
- 1995 Tougher Than Love
- 1997 Think Like a Girl
- 2002 Respect

### Singoli
- 1994 Stir It Up
- 1994 Shy Guy
- 1995 Love Triangle
- 1995 Ain't Nobody
- 1997 I Say A Little Prayer
- 1997 L-L-Lies
- 1997 Find My Way Back
- 1997 When We Were Kings (con Brian McKnight)
- 1999 Treat Her Like a Lady (con Céline Dion e le Brownstone)
- 2002 Summer Breezin'